# Parlament de Polònia
El Parlament de Polònia (polonès: Parlament Rzeczypospolitej Polskiej) és l'òrgan legislatiu bicameral de la República de Polònia. El componen el Senat (la cambra baixa, de 100 escons) i la Dieta o Sejm (la cambra alta, de 460 escons). Aquesta segona cambra és la que elegeix el primer ministre de Polònia a proposta del president de Polònia.
Aquest ens va ser creat el 1989, en el context de les revolucions coetànies al país, seguides de la caiguda de la Unió Soviètica. D'ençà que existeix, té dues cambres diferenciades, tot i que antigament s'anomenava Sejm al parlament en conjunt. Les primeres eleccions parlamentàries van ser el mateix any de fundació i des d'aleshores tenen lloc cada quatre anys.
Per a obtenir escons al parlament, als partits polítics els cal almenys un 5 % dels vots; per a les coalicions, en canvi, el mínim és un 8 %.
Segons la constitució, correspon al president la tasca de convocar el nou parlament no més tard de 30 dies passades les eleccions parlamentàries. En aquesta sessió, el govern presenta la dimissió per a poder formar el següent. Així doncs, el president li ho encarrega a un dels líders polítics, sovint del partit més votat, que constitueix el primer ministre designat. En els següents 14 dies, el gabinet i el programa que selecciona han de rebre el suport de la majoria de diputats de la Sejm en un procés de vot secret. Si no pot, els parlamentaris han d'elegir un altre candidat a primer ministre; si tampoc aconsegueix el resultat esperat, és el torn del president. Al tercer intent fallit, cal que el president de la nació convoqui novament eleccions parlamentàries.